# 園田修光
園田 修光（そのだ しゅうこう、1957年3月13日 - ）は、日本の政治家。公益社団法人全国老人福祉施設協議会常任理事。参議院議員（1期）、衆議院議員（1期）、鹿児島県議会議員（2期）等を務めた。

## 来歴
鹿児島県鹿児島市生まれ。鹿児島県立錦江湾高等学校、日本大学法学部卒業。
幼稚園経営を経て、1987年、鹿児島県議会議員に当選し、1993年まで2期務めた。鹿児島県県議会議員在職中、1987年４月自民党鹿児島県連広報委員長、1995年５月自民党鹿児島県連青年局長に就任。また、ウォーターフロント開発問題議員研究会代表、九州新幹線建設促進協力会委員、県国土利用計画地方審議委員など地域活性化のための要職を歴任。
1996年、第41回衆議院議員総選挙に自由民主党公認で鹿児島2区から出馬し、長らく奄美地方で強固な地盤を築いていた自由連合代表の徳田虎雄を約3千票の僅差で破り、当選した。1997年10月、自民党社会福祉・環境関係団体副委員長、自民党青年局次長就任。
衆議院議員在職中、介護保険制度の立法化に努めた。地方創生のために、省庁再編の影響で開発銀行（現：日本政策投資銀行）が吸収合併される危機に伴い、世話人として勉強会を立ち上げ、銀行継続に動いたり、農林水産委員会で黒豚の定義を問い、鹿児島の黒豚ブランディングに先鞭をつけた。鹿児島２区に在する奄美諸島のため、離島振興に取り組んだ。また、不登校児の受け皿となるフリースクールへの経済的支援の道筋をつけた。
2000年の第42回衆議院議員総選挙では、鹿児島2区で前回下した徳田に1万票超の差をつけられ、比例復活もできず落選した。2001年より社会福祉法人旭生会理事長。2003年の第43回衆議院議員総選挙にも鹿児島2区から自民党公認で出馬したが、再び徳田に敗れた。
2005年の第44回衆議院議員総選挙では、元職の園田に加え、元鹿児島県議の打越明司が自民党に公認を申請し、園田が公認を受けた。打越も無所属で鹿児島2区から出馬したが、筋萎縮性側索硬化症（ALS）の闘病のため引退した徳田虎雄に代わり、長男の徳田毅が無所属（民主党推薦）で出馬し、園田、打越のいずれも徳田に敗れた。選挙戦中、鹿児島市内にある園田の後援会事務所の窓ガラスが何者かに割られる被害を受けた。2006年に徳田毅が自民党に入党したため、2009年の第45回衆議院議員総選挙には出馬せず徳田を支援し、徳田は民主党公認で出馬した打越を下して再選（打越も比例復活）。2012年の第46回衆議院議員総選挙にも出馬せず、鹿児島2区から自民党公認で出馬した徳田毅の選挙対策本部長を務めた。同年12月28日、第23回参議院議員通常選挙における、比例区での自民党公認を受けた。2013年7月の第23回参議院議員通常選挙では、かつて鹿児島2区の対立候補であった徳田虎雄が理事長を務め、徳田毅の支持母体でもある徳洲会の支援を受けたが、支持が伸び悩み、落選した。
落選中は、社会福祉法人旭生会理事長兼特別養護老人ホーム旭ヶ丘園施設長。現場の声を届けたいと思い、参議院議員への再出馬を目指すことになった。
2016年、全国老人福祉施設協議会常任理事就任。全国老人福祉施設協議会の組織内候補として推薦を受け、2016年、第24回参議院議員通常選挙に自民党公認で比例区から出馬。自民党は比例区で19議席を獲得。園田が最後の19議席目に当選が確定し、16年ぶりとなる国政復帰を果たした。
当選後は有隣会（谷垣グループ）に所属。為公会（麻生派）への合流を目指す佐藤勉らが谷垣グループを離脱し「天元会」を設立すると、谷垣グループに所属したまま参加した。しかし、その後の合流・新派閥立ち上げには参加しなかった。
2017年4月ニッポン一億総活躍等に基づき、処遇改善加算を拡充（1万円相当）。
2017年10月、サンクトペテルブルグで開催された第137回国際列国同盟（IPU）定例会議に日本国会代表団団長として参加し、北朝鮮に核計画放棄と拉致被害者の解放を要求した。
日本・メコン地域諸国友好議連に所属しており、介護人材対策の観点からベトナム・ミャンマーをはじめとするメコン地域諸国に対して、人材育成並びに派遣に関する議員外交を実施。
2018年11月に成立した改正入管法により創設した特定技能制度に介護も含まれるように要望し、実現。
園田が議席を得ていない2015年度介護報酬改定はマイナス2.27%で、2018年度介護報酬改定においても、財政制度等審議会財政制度分科会では「平成30年度改定においてマイナス改定が必要。」と厳しく明記され、財務相も再度「マイナスで」と言っていたが、衆議院議員時代に培った議員ネットワークを用いてプラス0.54%に導く。
2019年10月、参議院厚生労働委員長に就任。
2020年12月、就任3カ月を迎える菅義偉首相が就任後に最も多くの時間を共有したのは誰かという日本経済新聞の調査で、3位にランクイン。
2021年7月、2022年夏に行われるの参院選の自由民主党の1次公認候補者（全国比例区）として公認を受けた。介護・福祉の代表として、全国老人福祉施設協議会、全国老人保健施設協会、日本認知症グループホーム協会、日本福祉用具供給協会、日本介護支援専門員協会、日本在宅介護協会、全国介護事業者連盟、日本介護事業連合会、知的障がい者の明日を考える勉強会等の団体ないし政治連盟から推薦を受けている。
新型コロナウイルス感染症対策における高齢者施設・介護現場・障がい施設等での感染症対策の重点化に働きかけ、衛生用品の確保、介護従事者に対するコロナ慰労金、介護報酬の適用特例、かかりまし経費、高齢者と同じタイミングでのワクチン優先接種、ICT導入補助金補助率アップ、施設内療養費補助の実現に尽力した。
2022年1月より自由民主党奄美振興特別委員会事務局長就任。
2022年7月10日、第26回参議院議員通常選挙執行。自民党は比例代表で18議席を獲得。得票数20位（特定枠を含むと22位）で落選した。
2024年12月24日、自由民主党鹿児島県連から翌年7月の第27回参議院議員通常選挙で鹿児島県選挙区の公認候補予定者とすると発表された。当開票の結果、落選。

## 政策・主張

### 憲法
- 憲法改正についての各メディアのアンケートの結果は以下のとおり。
  - 2016年 - 毎日新聞社には「賛成」と回答[41]。
  - 2016年 - 朝日新聞社には「どちらかと言えば賛成」と回答[42]。
  - 2022年 - NHKには「どちらとも言えない」と回答[43]。
  - 2025年 - NHKには「賛成」と回答[44]。
- 9条改憲について、2016年の毎日新聞社のアンケートで「改正して、自衛隊の役割や限界を明記すべきだ」と回答[41]。9条への自衛隊の明記について、2022年のNHKのアンケートで「賛成」と回答[43]。
- 憲法を改正し緊急事態条項を設けることについて、2022年のNHKのアンケートで「賛成」と回答[43]。

### 外交・安全保障
- 「他国からの攻撃が予想される場合には先制攻撃もためらうべきではない」との問題提起に対し、2016年の朝日新聞社のアンケートで「どちらとも言えない」と回答[42]。
- 敵基地攻撃能力を持つことについて、2022年のNHKのアンケートで「どちらかといえば反対」と回答[43]。
- 「北朝鮮に対しては対話よりも圧力を優先すべきだ」との問題提起に対し、2016年の朝日新聞社のアンケートで「どちらかと言えば賛成」と回答[42]。
- 安全保障関連法の成立について、2016年の毎日新聞社のアンケートで「今の法制でよい」と回答[41]。
- 普天間基地の辺野古移設について、2016年の毎日新聞社のアンケートで「賛成」と回答[41]。
- ロシアは2022年2月24日、ウクライナへの全面的な軍事侵攻を開始した[45]。日本政府が行ったロシアに対する制裁措置についてどう考えるかとの問いに対し、2022年のNHKのアンケートで「適切だ」と回答[43]。
- 2022年6月7日、政府は経済財政運営の指針「骨太方針」を閣議決定した。NATO加盟国が国防費の目標としている「GDP比2％以上」が例示され、防衛力を5年以内に抜本的に強化する方針が明記された[46]。「防衛費を今後どうしていくべきだと考えるか」との問いに対し、2022年のNHKのアンケートで「ある程度増やすべき」と回答[43]。

### ジェンダー
- 選択的夫婦別姓制度の導入についての各メディアのアンケートの結果は以下のとおり。
  - 2016年 - 朝日新聞社には「どちらかと言えば賛成」と回答[42]。
  - 2022年 - NHKには「どちらかと言えば賛成」と回答[43]。
  - 2025年 - 日本テレビには「どちらとも言えない」と回答[47]。
- 同性婚を可能とする法改正についての各メディアのアンケートの結果は以下のとおり。
  - 2016年 - 朝日新聞社には「どちらとも言えない」と回答[42]。
  - 2022年 - NHKには回答しなかった[43]。
  - 2025年 - 日本テレビには「やや反対」と回答[47]。
  - 2025年 - NHKには回答しなかった[44]。
- クオータ制の導入について、2016年の朝日新聞社のアンケートで「どちらとも言えない」と回答[42]。2022年のNHKのアンケートで回答しなかった[43]。

### その他
- 永住外国人への地方参政権付与について、2016年の朝日新聞社のアンケートで「どちらかと言えば反対」と回答[42]。
- 「治安を守るためにプライバシーや個人の権利が制約されるのは当然だ」との問題提起に対し、2016年の朝日新聞社のアンケートで「どちらとも言えない」と回答[42]。
- 「原子力発電所は日本に必要だと思うか」との問いに対し、2016年の毎日新聞社のアンケートで「当面は必要だが、将来的には廃止すべきだ」と回答[41]。
- 2016年の米国大統領選挙について「ドナルド・トランプとヒラリー・クリントンのどちらを支持するか」との問いに対し、2016年の毎日新聞社のアンケートで「どちらとも言えない」と回答[41]。
- 2016年2月8日、高市早苗総務大臣は、放送局が政治的公平性を欠く放送を繰り返した場合、放送法4条違反を理由に電波停止を命じる可能性に言及した[48][49]。安倍晋三首相は2月15日の衆議院予算委員会で野党の批判に反論し、高市の発言を擁護した[50]。政府の姿勢をどう思うかとの問いに対し、2016年の毎日新聞社のアンケートで「問題だ」と回答[41]。

## 選挙歴
| 当落 | 選挙                       | 執行日         | 年齢 | 選挙区         | 政党       | 得票数     | 得票率 | 定数 | 得票順位 /候補者数 | 政党内比例順位 /政党当選者数 |
| ---- | -------------------------- | -------------- | ---- | -------------- | ---------- | ---------- | ------ | ---- | ------------------ | ---------------------------- |
| 当   | 1987年鹿児島県議会議員選挙 | 1987年4月12日  | 30   | ーー           | 自由民主党 | ーー票     | ーー   |      | /                  | /                            |
| 当   | 1991年鹿児島県議会議員選挙 | 1991年4月7日   | 34   | ーー           | 自由民主党 | ーー票     | ーー   |      | /                  | /                            |
| 当   | 第41回衆議院議員総選挙     | 1996年10月20日 | 39   | 鹿児島県第2区  | 自由民主党 | 87,471票票 | 47.92% | 1    | 1/3                | /                            |
| 落   | 第42回衆議院議員総選挙     | 2000年06月25日 | 43   | 鹿児島県第2区  | 自由民主党 | 9万1162票  | 44.88% | 1    | 2/3                | 14/7                         |
| 落   | 第43回衆議院議員総選挙     | 2003年11月09日 | 46   | 鹿児島県第2区  | 自由民主党 | 9万952票   | 45.87% | 1    | 2/3                | 12/8                         |
| 落   | 第44回衆議院議員総選挙     | 2005年09月11日 | 48   | 鹿児島県第2区  | 自由民主党 | 7万1858票  | 35.15% | 1    | 2/3                | 10/9                         |
| 落   | 第23回参議院議員通常選挙   | 2013年07月21日 | 56   | 参議院比例区   | 自由民主党 | 6万5840票  | 0.35%  | 48   | /                  | 20/18                        |
| 当   | 第24回参議院議員通常選挙   | 2016年07月10日 | 59   | 参議院比例区   | 自由民主党 | 10万1154票 | 0.50%  | 48   | /                  | 19/19                        |
| 落   | 第26回参議院議員通常選挙   | 2022年07月10日 | 65   | 参議院比例区   | 自由民主党 | 9万3380票  | 0.51%  | 50   | /                  | 22/18                        |
| 落   | 第27回参議院議員通常選挙   | 2025年07月20日 | 68   | 鹿児島県選挙区 | 自由民主党 | 23万4893票 | 32.66% | 1    | 2/4                | /                            |